# The Dream Girl (film 1916)
The Dream Girl è un film muto del 1916 prodotto, diretto e montato da Cecil B. DeMille. Tratto da una storia di Jeanie Macpherson, la sceneggiatrice preferita di DeMille, ha come interpreti Mae Murray, Theodore Roberts e Earle Foxe.

## Trama
'English' Hal, un imbroglione, si spaccia per nobile inglese, cercando in questo modo di introdursi nel giro del ricco Merton. Meg, la figlia di Dugan, socio di Hal, scappa dal riformatorio che si trova nelle vicinanze della residenza dei Merton. Questi prendono sotto la loro protezione la ragazza. Lei, con la testa imbottita di sogni e di leggende, vede il giovane Tom Merton come fosse Sir Galahad, mentre Hal, che bada più al sodo, ha messo gli occhi sopra Alice, la sorella di Tom che corteggia con discreto successo. Meg, però, sbugiarda l'imbroglione, rovinandogli la festa. Lui, per vendicarsi, si serve di Dugan, il padre della ragazza, che chiede a Merton dei soldi in cambio della figlia. Indignato, il vecchio Merton, nonno di Tom, caccia da casa tutti e due i Dugan. Poi, però, resosi conto che Meg ama davvero il nipote, alla fine cede e acconsente al matrimonio.

## Produzione
Il film fu prodotto dalla Jesse L. Lasky Feature Play Company. Secondo fonti moderne, la scenografia si deve a Wilfred Buckland.

## Distribuzione
Il copyright del film, richiesto dalla Jesse L. Lasky Feature Play Co., fu registrato il 6 luglio 1916 con il numero LP8649.
Distribuito dalla Famous Players-Lasky Corporation, uscì nelle sale cinematografiche statunitensi il 17 luglio 1916, dopo essere stato presentato in prima a New York.
Non si conoscono copie ancora esistenti della pellicola che viene considerata presumibilmente perduta.